# Логовушка
Логовушка — посёлок в Кетовском районе Курганской области России. Входит в состав Сычёвского сельсовета.

## История
Посёлок возник в 1896 году в связи со строительством железнодорожного разъезда. До 1917 года входил в состав Введенской волости Курганского уезда Тобольской губернии. По данным на 1926 год разъезд состоял из 18 хозяйств. В административном отношении входил в состав Сычёвского сельсовета Курганского района Курганского округа Уральской области.

## Население
| 1989 | 2002 | 2010 |
| ---- | ---- | ---- |
| 229  | ↗242 | ↘196 |

По данным переписи 1926 года на разъезде проживал 51 человек (26 мужчин и 25 женщин), в том числе: русские составляли 100 % населения.